# ExactView 1
ExactView 1 (EV 1, ADS-1B) ist ein Mikrosatellit der kanadischen Firma exactEarth, der der Kollisionsverhütung von Schiffen dienen soll.
Er wurde am 22. Juli 2012 um 6:42 Uhr UTC vom Startkomplex 31/6 des Kosmodroms Baikonur mit einer Sojus-Trägerrakete zusammen mit den Satelliten Kanopus-Vulkan, TET-1, Belka 2 und Sond-PP in eine sonnensynchrone Umlaufbahn gebracht.
Der Satellit soll zur Routenverfolgung von Seefahrzeugen per automatischen Identifikationssystem (AIS) dienen. Dabei handelt es sich um ein Funksystem zur Identifizierung und Lokalisation von Fracht- und Passagierschiffen auf den Weltmeeren. Er wurde von der Firma Surrey Satellite Technology (SSTL) auf Basis des Satellitenbus SSTL-100 im Auftrag der COM DEV Canada gebaut. Die geplante Betriebsdauer beträgt drei bis fünf Jahre.